# Новиков, Николай Васильевич (дипломат)
Никола́й Васи́льевич Но́виков (7 февраля 1903 — 10 апреля 1989) — советский дипломат. Чрезвычайный и полномочный посол СССР в США (1946—1947).

## Биография
В Петрограде до революции окончил 3 класса городской школы и 4 класса городского училища, а после демобилизации из Красной Армии в 1921 году еще два года учился в вечерней общеобразовательной школе для взрослых.
В 1930 году окончил Ленинградский восточный институт по специальности «востоковед-экономист». Проработал свыше 5 лет в учреждениях системы Наркомвнешторга в Москве и Таджикистане. Также преподавал курс экономики Турции в Московском институте востоковедения им. Нариманова.
В 1935 году поступил в Институт красной профессуры мирового хозяйства и мировой политики, после расформирования которого был командирован в Народный комиссариат по иностранным делам. 25 мая 1938 года был зачислен на должность ответственного консультанта Первого Восточного отдела НКИД, курировал дипломатические отношения с Турцией, Ираном, Афганистаном, а также арабскими странами Ближнего Востока.
В 1941—1943 годах — заведующий IV Европейским отделом НКИД СССР.
В 1943—1944 годах — чрезвычайный и полномочный посол СССР в Египте. В эти же годы по совместительству являлся послом в Греции, правительство которой находилось в период войны в Египте.
В 1944 году активно участвовал в подготовке установления дипломатических отношений с Сирией и Ливаном.
С ноября 1944 года работал в США. 11 апреля 1946 года был назначен чрезвычайным и полномочным послом СССР в США. Ответил на появление «Длинной телеграммы» Дж. Кеннана собственной аналитической запиской. 25 октября 1947 года постановлением Президиума Верховного Совета СССР был освобождён от обязанностей посла. 31 октября был переведен из МИДа в резерв назначения при Управлении кадров ЦК ВКП(б).
После ухода из МИДа занимался научной и литературной деятельностью, публикуя свои произведения и переводы с иностранных языков под собственной фамилией и под псевдонимом Н. Васильев.                                Автор воспоминаний, вышедших в 1989 году («Воспоминания дипломата: записки о 1938-1947 годах»).
В 1950 году был принят в члены Союза писателей СССР.
Похоронен на Кунцевском кладбище.

## Награды
- орден Отечественной войны I степени (5 ноября 1945)
- орден Трудового Красного Знамени (3 ноября 1944)